# Mount Valhalla
Mount Valhalla ist ein Berg im ostantarktischen Viktorialand. In der Asgard Range des Transantarktischen Gebirges überragt er an der Westflanke des Valhalla-Gletschers die Südseite des Wright Valley.
Die Benennung erfolgte 1976 auf dem gemeinsamen Beschluss des Advisory Committee on Antarctic Names und des New Zealand Antarctic Place-Names Committee in Anlehnung an die Benennung der Asgard Range. Namensgeber ist die Valhalla,  Ruheort der in einer Schlacht gefallenen Kämpfer aus der nordischen Mythologie.